# Superperfekt tal
Ett superperfekt tal kallas inom talteorin ett heltal n för vilket summan av de positiva delarna till summan av talets positiva delare är 2n. Dvs σ(σ(n)) = 2n.
Talet 16 är superperfekt eftersom delarna till 16 är 16, 8, 4, 2 och 1 vilkas summa blir 31 som har delarna 31 och 1 vilkas summa blir 32, vilket är 2*16.
De första superperfekta talen är
2, 4, 16, 64, 4096, 65536, 262144 (talföljd A019279 i OEIS).
Alla jämna superperfekta tal är på formen 2p–1 där 2p–1 är ett Mersenneprimtal. Inga udda superperfekta tal är kända.
Andra klasser med (m,k)-perfekta tal är:
| m | k  | (m,k)-Superperfekt tal | OEIS                      |
| - | -- | --- | ------------------------- |
| 2 | 3  | 8, 21, 512 | (talföljd A019281 i OEIS) |
| 2 | 4  | 15, 1023, 29127 | (talföljd A019282 i OEIS) |
| 2 | 6  | 42, 84, 160, 336, 1344, 86016, 550095, 1376256, 5505024                                                                                               | (talföljd A019283 i OEIS) |
| 2 | 7  | 24, 1536, 47360, 343976 | (talföljd A019284 i OEIS) |
| 2 | 8  | 60, 240, 960, 4092, 16368, 58254, 61440, 65472, 116508, 466032, 710400, 983040, 1864128, 3932160, 4190208, 67043328, 119304192, 268173312, 1908867072 | (talföljd A019285 i OEIS) |
| 2 | 9  | 168, 10752, 331520, 691200, 1556480, 1612800, 106151936                                                                                               | (talföljd A019286 i OEIS) |
| 2 | 10 | 480, 504, 13824, 32256, 32736, 1980342, 1396617984, 3258775296                                                                                        | (talföljd A019287 i OEIS) |
| 2 | 11 | 4404480, 57669920, 238608384 | (talföljd A019288 i OEIS) |
| 2 | 12 | 2200380, 8801520, 14913024, 35206080, 140896000, 459818240, 775898880, 2253189120                                                                     | (talföljd A019289 i OEIS) |
| 3 |    | 12, 14, 24, 52, 98, 156, 294, 684, 910, 1368, 1440, 4480, 4788, 5460, 5840, ...                                                                       | (talföljd A019292 i OEIS) |
| 4 |    | 2, 3, 4, 6, 8, 10, 12, 15, 18, 21, 24, 26, 32, 39, 42, 60, 65, 72, 84, 96, 160, 182, ...                                                              | (talföljd A019293 i OEIS) |